# Monodie

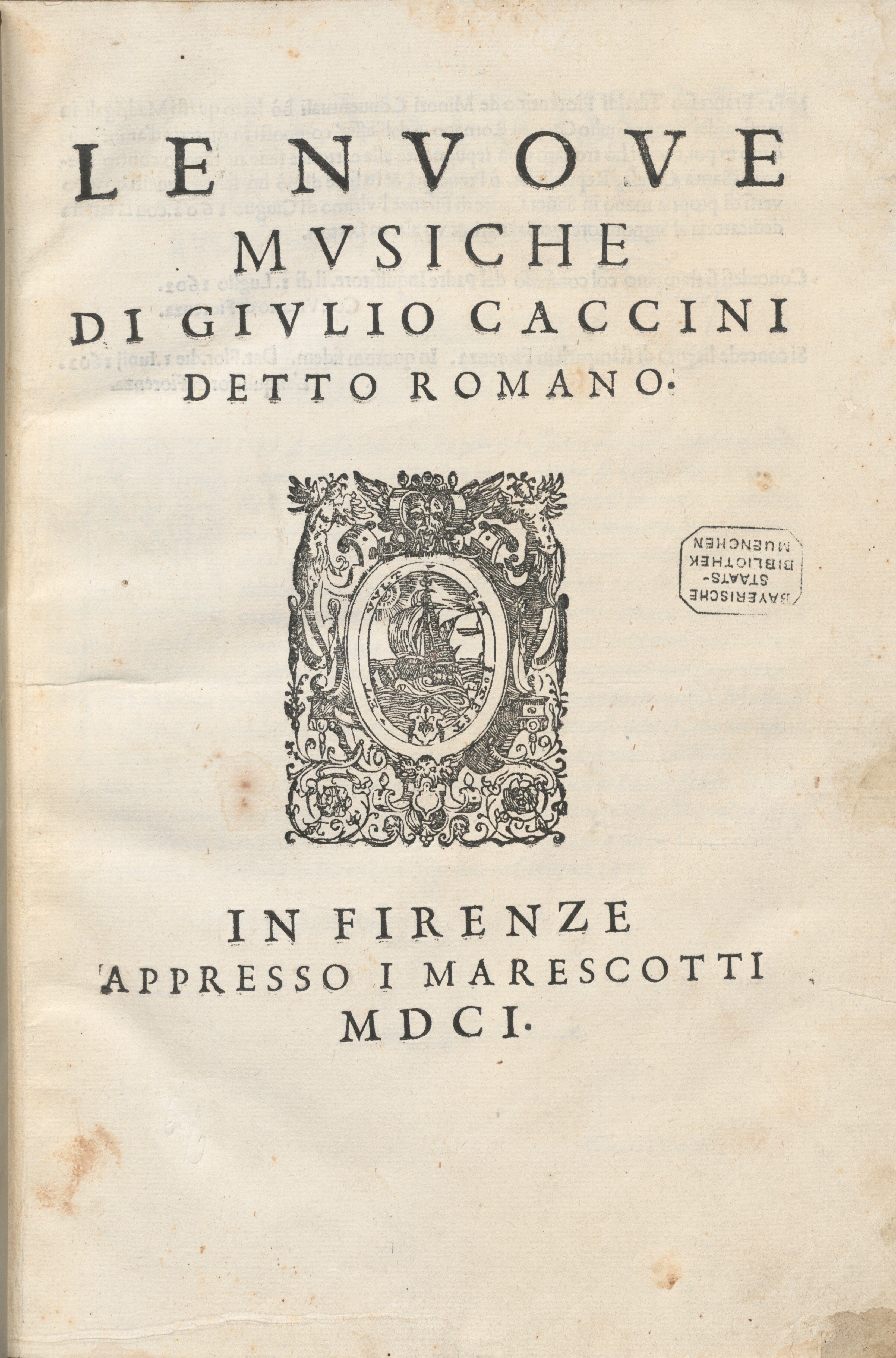
Caccini - Le nuove musiche (première de couverture)

En musique, la monodie ou monophonie, opposée à la polyphonie, est une mélodie exécutée à une voix, avec ou sans accompagnement.

## Types de monodies
La monodie est une musique à une seule voix dans le sens où « voix » désigne une partie vocale ou instrumentale. Mais cette « voix » peut être produite par plusieurs voix ou plusieurs instruments chantant ou jouant ensemble à l'unisson.
De nombreuses musiques du monde sont essentiellement monodiques, même si aucune culture musicale n'est exclusivement monodique. La monodie stricte est relativement rare. « Lorsque dans des ensembles musicaux plusieurs chanteurs ou instrumentistes exécutent la même mélodie, que ce soit successivement ou en simultanéité, ils revendiquent en fait la liberté de varier dans des détails mineurs. […] Chaque participant réalise l'idée mélodique selon son propre goût et son habileté et selon les conditions vocales ou instrumentales particulières. » Ces quasi monodies sont appelées hétérophonies.
Par extension, le terme monodie s'utilise aussi pour le chant à une voix accompagnée par des instruments.

## Monodie accompagnée
Dans la musique occidentale, et plus précisément dans la musique savante, tonale et harmonique, la monodie désigne également le procédé d'écriture musicale combinant et opposant, d'une part, une partie principale — très souvent une voix — déroulant la mélodie et, d'autre part, un ou plusieurs instruments assurant l'accompagnement de cette partie en réalisant des accords. Pour simplifier, la monodie se résume à une mélodie accompagnée d'accords.
Dans ce second sens on peut dire que la monodie est née au cours du XVIe siècle, qu'elle se distingue des polyphonies de la fin du Moyen Âge et de la Renaissance, et qu'elle a joué un rôle important dans de nombreuses formes musicales telles que l'opéra, l'oratorio, la chanson, etc. Elle est aussi à l'origine de l'accompagnement par la basse chiffrée, qui permettait de suivre mieux l'interprétation de la ou du soliste.